# Ramón Sosamontes
Ramón Sosamontes Herreramoro (Chilpancingo, Guerrero; 4 de septiembre de 1951) es un político mexicano antiguo miembro del Partido de la Revolución Democrática. Obtuvo el Título en Licenciado en Relaciones Internacionales por la UNAM con la tesis Derechos humanos garantes del fortalecimiento del Estado Mexicano y Maestro en Administración Pública por dicha universidad. .

## Carrera política
En 1968 ingresó a la Juventud Comunista de México y luego al Partido Comunista Mexicano, mismo en el que militó hasta 1981. Durante ese periodo participó en la campaña presidencial de Valentín Campa y en la de Arnoldo Martínez Verdugo en 1982, en 1979 fue candidato del PCM a diputado federal por el V Distrito Electoral Federal de Guerrero. Sosamontes fue cofundador del Partido Socialista Unificado de México en 1981, Partido Mexicano Socialista y a su desintegración del PRD en 1989, fue el primer coordinador del PMS y a su desintegración del PRD en la Cámara de Diputados. De 1997 a 1999 fue Jefe delegacional de Venustiano Carranza y de ese mismo año hasta el 2000 lo fue en Iztapalapa.
Fue Secretario General del PSUM en el Distrito Federal en 1985 y e impulsor por la democratización del Distrito Federal para que se convirtiera en el estado 32 de la república además de las elecciones para gobierno y diputados.
Miembro del comité ejecutivo nacional bajo las presidencias de Rosario Robles, Porfirio Muñoz Ledo y Andrés Manuel López Obrador.
En 1987 se impulsa la reforma político-electoral cuyo objetivo era la creación de la Asamblea de Representantes del Distrito Federal a través de un debate por la democratización del Distrito Federal, en la cual Sosamontes participó como secretario general del PSUM y argumento que: “los enemigos de la antidemocracia en el DF son los intereses de grupos gobernantes, o poderes fácticos locales, de mantener bajo su control a la principal concentración urbana y social del país, esta situación conduce a la centralización del poder político, sin ningún límite y sin ninguna forma de participación de los ciudadanos. Aparece el corporativismo y clientelismo.
Fue el primer coordinador del grupo parlamentario del Partido de la Revolución Democrática -PRD-; presidente de la mesa directiva de la Asamblea de Representantes del Distrito Federal en 1988.

## Diputado federal
De 1994 a 1997 es electo diputado por la primera circunscripción en la LVI legislatura de la Cámara de Diputados en el Congreso de la Unión. En dicha legislatura fue diputado y miembro de la: Comisión Especial del Seguimiento a las investigaciones en torno a los atentados en contra de los ciudadanos Luis Donaldo Colosio Murrieta y José Francisco Ruiz Massieu. Y Vicecoordinador del grupo parlamentario del PRD.
El Lic. Ramón Sosamontes, Ing. Cuauhtémoc Cárdenas y el Lic. Jesús Zambrano enfrentaron la demanda a través de una contra demanda presentada el 12 de noviembre de 1996. Fueron cerca de dos años en que se llevó a cabo el litigio de ambas demandas hasta que el caso llegó a la Suprema Corte de Justicia de Nación que consideró inválida la demanda contra los perredistas.

## Jefe delegacional
De 1997 a 1999 fue Jefe delegacional de Venustiano Carranza y al concluir su período, en el año 2000 fue Jefe Delegacional en Iztapalapa.
Fue director de la policía auxiliar del Distrito Federal y secretario de apoyo de la Secretaría de Seguridad Pública del Distrito Federal.

## Militancia en el PRD
De 2000 a 2002 fue subsecretario de seguridad pública en el Distrito Federal, sin embargo en el año 2002 renunció a su cargo y se convirtió en el nuevo vocero durante la campaña de Rosario Robles Berlanga a la presidencia del PRD nacional. En su momento Sosamontes señaló que la decisión no fue precipitada ni obedeció a problemas en su cargo como subsecretario; el mismo Sosamontes manifestó: “Rosario me invito a campaña, y me pareció interesante colaborar con ella, así que acepte la invitación del vocero de la campaña”.
Rosario Robles asumió la presidencia del PRD nacional de 2002 a 2003 con ello Ramón Sosamontes se convirtió en su estrecho colaborador y secretario de Asuntos Electorales a lo largo de un año, posterior a la renuncia de Robles a la presidencia del CEN Nacional, Sosamontes renuncia en marzo de 2004.
Ante su renuncia, anunció que buscaría la presidencia del PRD cuando concluyera la gestión de Leonel Godoy, asimismo señaló mediante un pronunciamiento titulado: Vamos por la renovación y apertura del PRD frente al país, "no estamos haciendo eso sino consumiéndonos en nuestra vida interna por las disputas de las denominadas corrientes. "No hemos querido aprovechar la oportunidad para superar un modelo agotado y que no nos sirve para ir en serio por la Presidencia de la República", puntualizó. Señaló que la principal preocupación de las diferentes corrientes del partido es la de "defender o repartir cargos internos entre ellos mismos y entre su gente, en vez de ir a un examen a fondo".

## Concretación mexicana
En octubre de 2012, Manuel Espino anunció la creación de Concertación Mexicana como partido político en este sentido Ramón Sosamontes se sumó al proyecto. Sosamontes aseguro en su momento que: “éste será un partido cuyos centros son las políticas públicas y la visión política de una reforma de gran profundidad”, asimismo señaló que se dejó de hacer, ya que durante el año 2000 solamente hubo alternancia, mas no se continuó con la realización de una reforma democrática del Estado mexicano.
Ramón Sosamontes detalló que esta organización se sustentaba en: "decirle que basta de pleitos, de enfrentamientos alrededor de ideologías, de estar peleándonos incluso cuando estamos hasta a veces de acuerdo, pero nada más porque viene la propuesta del otro partido hay que rechazarla, decirle que se puede muy bien sentarse en una mesa todas las ideas políticas y llegar a un acuerdo concreto, frente a un México tan violento."
Unos meses antes del anuncio de constituir a Concertación Mexicana como partido político e iniciar el proceso ante el Instituto Federal Electoral -IFE-, en junio de 2012 Concertación Mexicana llevó a cabo la firma de un acuerdo con el candidato a la presidencia de la República: Enrique Peña Nieto. El candidato e integrantes de concertación mexicana, entre ellos Ramón Sosamontes, suscribieron el Plan Concertación, que tenía como objetivo: involucrar a los organismos de la sociedad en las decisiones y acciones de gobierno para hacer de México un país de competencia interna y competitiva en el exterior.

## Jefe de oficina en Sedesol
En diciembre de 2012, con la nueva administración de Enrique Peña Nieto y la designación de los titulares de las dependencias de gobierno; entre ellos Rosario Robles Berlanga asignada como titular de la Secretaría de Desarrollo Social -SEDESOL-, Ramón Sosamontes es designado por la Mtra. Rosario Robles Berlanga como Jefe de Oficina de la Sria. Rosario Robles Berlanga.
Actualmente Ramón Sosamontes sigue como Jefe de Oficina de la Sria. Robles, al igual que coordinando el área de comunicación social. En lo que va de la administración del gobierno federal y de la Sria. Rosario Robles en SEDESOL, han destacado los programas de La Cruzada Nacional contra el Hambre, el proyecto más importante de la política social implementada por el gobierno de Enrique Peña Nieto.

## Controversias
En 2004, a casi dos años de la presidencia de Rosario Robles Berlanga en el PRD Nacional, se suscitó un episodio de desacreditación y tergiversación de fondos al interior del PRD, con lo cual se implicó a la dirigente del CEN Nacional como responsable.
El involucramiento de diversos políticos, entre ellos Ramón Sosamontes provocó que él renunciara a las filas del PRD en marzo de 2004, en medio de la controversia generada por los llamados Videoescándalos, grabaciones en las que aparecían algunos perredistas de la capital del país dando o recibiendo recursos del empresario argentino Carlos Ahumada Kurtz.